# Palacio Ruggi d'Aragona
El Palazzo Ruggi d'Aragona está situado en la histórica Via Tasso, a poca distancia del complejo arqueológico de San Pietro a Corte, en la parte "Lombarda" de la antigua Salerno.

## Historia
El palacio fue construido en el siglo XVI y cuenta con una entrada con una escalera de mármol en cascada muy refinada. Su superficie es notable, siendo la más grande del centro histórico de Salerno.
{{Cita|Il palazzo...è probabilmente della fine del Cinquecento. Il palazzo risale nella sua attuale veste al 1700, epoca nella quale fu comprato e rimaneggiato dal marchese Ruggi. L'opera fu eseguita dall'architetto Ferdinando Sanfelice.
Fue reformada en el siglo XVIII, adquiriendo un estilo parcialmente barroco gracias a Sanfelice. En el siglo XX el Palacio fue dañado en 1943 por los bombardeos aliados (Desembarco en Salerno) y en 1980 por el terremoto de Irpinia. En la década de 1930, durante el fascismo, fue utilizado como escuela y luego abandonado. Las obras de restauración, iniciadas a principios de los años noventa, continúan todavía. Actualmente (2012) parte del edificio está ocupado por la superintendencia local, donde se realizan exposiciones.
Actualmente se considera uno de los edificios históricos de Salerno con mayor atractivo turístico, sobre todo porque, en la primera mitad del siglo XVI, el emperador Carlos V se alojó allí durante tres días, como invitado del príncipe Ferrante Sanseverino .
Desde 2011 tiene su sede aquí la "Superintendencia para el patrimonio arquitectónico y paisajístico de las provincias de Salerno y Avellino" 

## Descripción
El palacio se compone de dos partes: la meridional, que discurre a lo largo de los "Gradoni della Madonna della Lama", y la septentrional (debido a una ampliación posterior) que se extiende casi hasta via Trotula De Ruggiero. Los dos bloques o secciones están divididos por la antigua Via Tasso y están conectados por una galería alta sobre la que se encuentran varias salas.Un gran portal con pilastras con capiteles jónicos y un pequeño balcón de observación a los lados del arquitrabe da a Via Tasso. Desde este portal se accede a un gran patio rectangular. La fachada que da a la entrada se divide en dos zonas: la de la izquierda pertenece a un edificio antiguamente utilizado para caballos y carruajes, mientras que a la derecha se encuentra la fachada de entrada de dos plantas con la pintoresca escalera de entrada de doble rampa, en estilo "en cascada" vanvitelliano, que da acceso al piso principal superior.

## Fuente de Neptuno
También en el patio se encuentra la monumental " Fuente de Neptuno "  : consta de una pila semicircular, adornada en el frente por un escudo de armas en forma de voluta con un león rampante. Un gran nicho se abre al cuenco de la fuente con paredes de piedra tosca simulando una cueva; En la cavidad central hay un grupo que representa deidades y monstruos marinos, mientras que en el centro se sitúa el dios Neptuno.